# Искусство Ирана

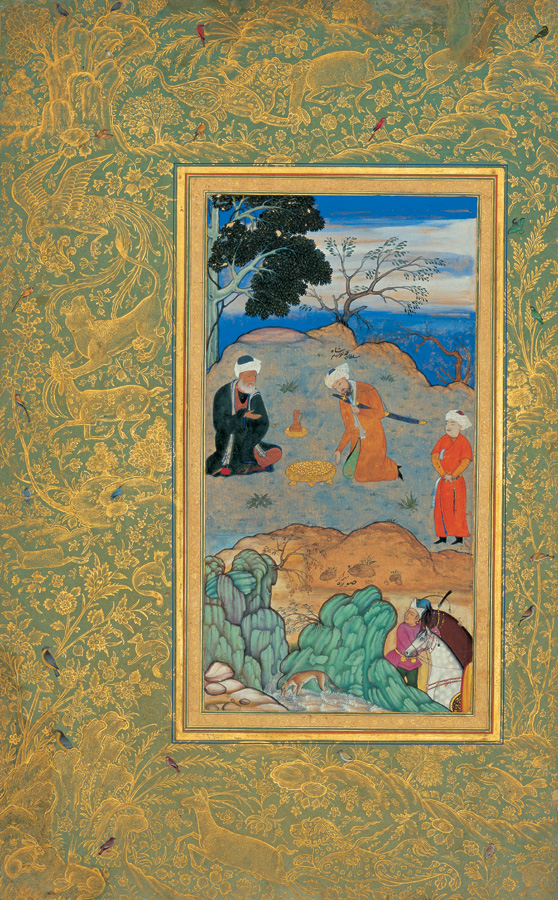
Бехзад «Совет подвижника» (1500—1550) украшена подобно европейским иллюминированным рукописям

Искусство Ирана — совокупность элементов искусства народов Ирана на протяжении его истории.

## История
Истоки искусства Ирана берут своё начало в глубокой древности, когда арийские племена пришли на Иранское нагорье. Искусство и культура Ирана создавались многими поколениями иранского народа, складывались из сочетания культур различных иранских народов и формировались под влиянием искусства народов Месопотамии, Ближнего Востока, Средней Азии, Индии, Китая, их философских и религиозных воззрений. Все это позволило создать своеобразное искусство, воплощенное в богатейшем наследии памятников и произведений таких видов искусства, как архитектура, живопись, скульптура, музыка, ткачество, гончарное производство, каллиграфия, художественная металлообработка и многие другие.
Настоящая статья освещает историю искусства Ирана от древнейших времен вплоть до первой четверти XX века.